# Marjan Mickow
Marjan Mickow (mac. Марјан Мицков, ur. 4 sierpnia 1981) – macedoński piłkarz, pomocnik, kapitan Siłeksu Kratowo.